# David Hayter

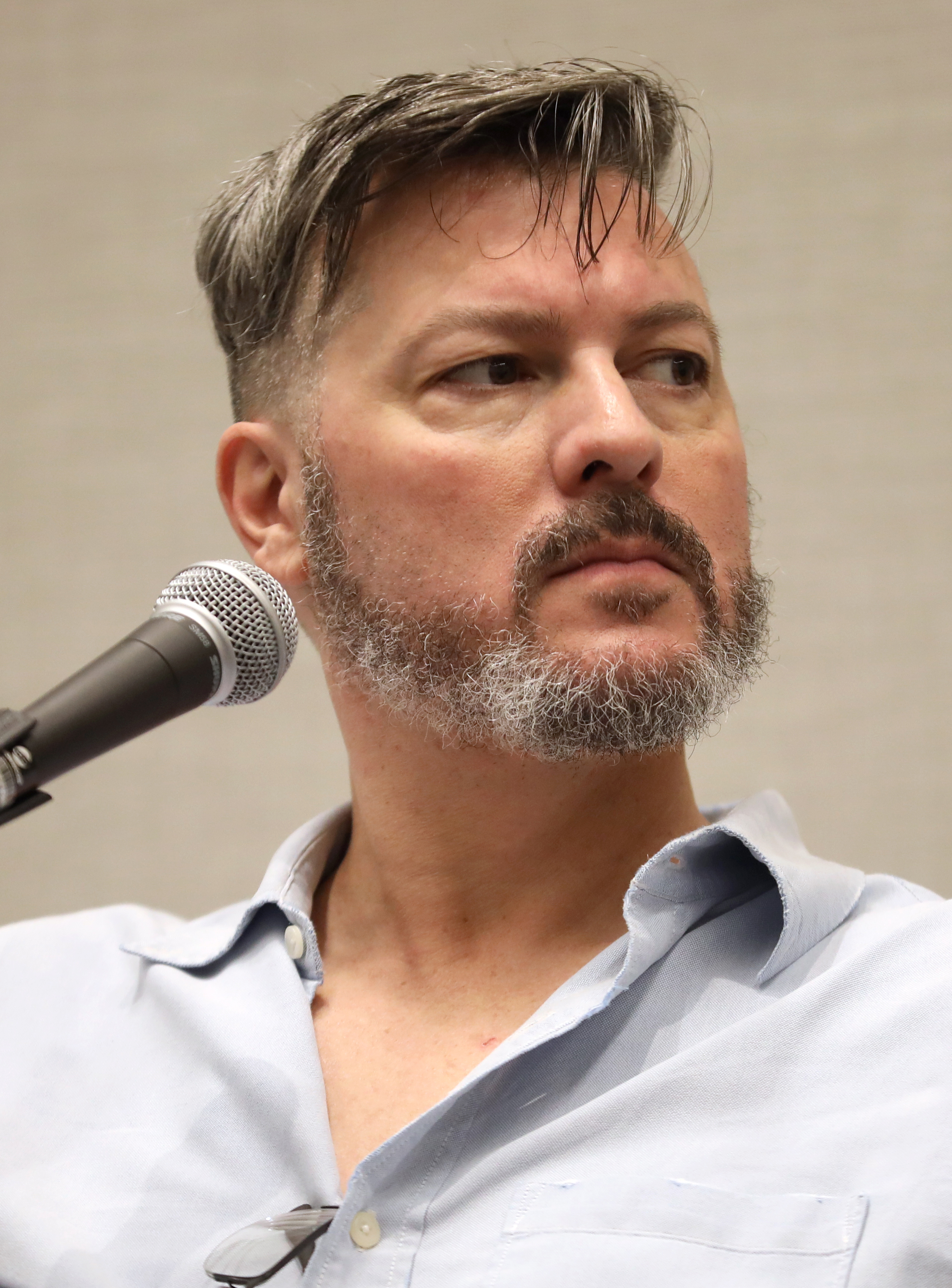
David Hayter, 2024

David Bryan Hayter (* 6. Februar 1969 in Santa Monica, Kalifornien) ist ein US-amerikanischer Synchronsprecher, Schauspieler, Drehbuchautor und Filmregisseur. Bekannt ist er vor allem für die Stimme von Solid Snake und später auch von Naked Snake (Big Boss) der Videospielserie Metal Gear, die auch in den deutschen Fassungen zu hören ist (ausgenommen Metal Gear Solid, das für die Lokalisation neusynchronisiert wurde).

## Leben
Hayter wurde als Kind kanadischer Eltern geboren. Das Schauspielern begann er im Alter von neun Jahren. Mehr als 20 Jahre später trat er in den frühen 1990er Jahren live auf, doch schon bald wuchs sein Interesse für das Synchronsprechen nach einem Cameo-Auftritt in einer Episode der Sitcom Major Dad und er bekam 1994 die Sprechrolle des Captain America in der Zeichentrickserie Spider-Man. 1998 übernahm er die Rolle des Solid Snake, für die er aufgrund seiner markanten, tiefen und rauen Stimme in der Spielergemeinde weltweit bekannt wurde. Seine erste Sprechrolle war die des Arsène Lupin in der englischen Version des Animefilms Das Schloss des Cagliostro im Jahr 1979.
Hayter schrieb das Drehbuch für X-Men und die Comic-Adaption Watchmen – Die Wächter von Zack Snyder und war des Weiteren Co-Autor des Drehbuchs von X-Men 2. 2014 gab er mit Wolves sein Debüt als Spielfilmregisseur.

## Synchronarbeiten
- 1979: Das Schloss des Cagliostro – Arsene Lupin III (Film) (englische Version)
- 1986: They Were Eleven (englische Version)
- 1989: Gundam 0080: War In the Pocket (Miniserie) (englische Version)
- 1990: Présumé dangereux (Film)
- 1991: Giant Robo: The Animation (Video) (englische Version)
- 1993: Moldiver (Morudaibâ): Hiroshi Ozora (Film) (englische Version)
- 1994: Yu Yu Hakusho: The Movie – Kurama (Film) (englische Version)
- 1994: Macross Plus – Isamu Dyson (Bandai Visual Version, Vol. 4) (Film)
- 1994: Guyver – Dark Hero – Sean Barker/Guyver (Film)
- 1994: Long Shadows (Fernsehserie)
- 1995: Street Fighter II V (Fernsehserie) (englische Version)
- 1995: Rakusho! Hyper Doll (Video) (englische Version)
- 1996: Fushigi Yuugi: Memories First OAV – Tamahome/Taka (OAV)
- 1996: Fushigi Yuugi: The Mysterious Play – Reflections OAV 2 – Tamahome/Taka (OAV)
- 1996: Fushigi Yuugi: The Mysterious Play – Reflections OAV 3 – Tamahome/Taka/Yoshui (OAV)
- 1997: Drive (Film)
- 1998: Burn (Film)
- 1998: Metal Gear Solid – Solid Snake (Videospiel)
- 1999: Dual! Paralle lunlun monogatari (Fernsehserie) (englische Version)
- 2000: Wild on the Set (Fernsehserie)
- 2001: Metal Gear Solid 2: Sons of Liberty – Solid Snake (Videospiel)
- 2002: Eternal Darkness: Sanity’s Requiem – Römischer Legionär I / Römischer Legionär II / Angkor Thom Wache (Videospiel)
- 2004: Metal Gear Solid: The Twin Snakes – Solid Snake (Videospiel)
- 2004: Metal Gear Solid 3: Snake Eater – Naked Snake/Big Boss, Solid Snake (Videospiel)
- 2006: Metal Gear Solid: Portable Ops – Naked Snake/Big Boss (Videospiel)
- 2008: Super Smash Bros. Brawl – Solid Snake (Videospiel)
- 2008: Metal Gear Solid 4: Guns of the Patriots – Old Snake (Videospiel)
- 2010: Metal Gear Solid: Peace Walker (Videospiel)
- seit 2011: Star Wars: The Old Republic – Jedi-Ritter (MMORPG)
- 2013–15: République – Daniel Markus Zager (Videospiel)
- 2016: Deponia Doomsday – Alter Rufus (Videospiel)[2]
- 2017: The Long Dark – Jeremiah (Videospiel)

## Filmografie (Auswahl)
Drehbuch
- 2000: X-Men
- 2002: The Scorpion King – Co-Autor
- 2003: X-Men 2 – Co-Autor
- 2009: Watchmen – Die Wächter (Originalversion)
- 2014: Wolves (auch Regie)
- 2020–2022: Warrior Nun (Fernsehserie, vier Folgen)